# Гіссен (округ)
Адміністративний округ Гіссен (нім. Regierungsbezirk Gießen) — один з п'яти адміністративних округів Гессена. Знаходиться на південному сході землі. Був утворений 1981 року.
Адміністративним центром округу є місто Гіссен.

## Адміністративний поділ
Райони:

| Німеччина | Це незавершена стаття з географії Німеччини. Ви можете допомогти проєкту, виправивши або дописавши її. |